# Gumery
Gumery település Franciaországban, Aube megyében. Lakosainak száma 220 fő (2022. január 1.). Gumery Courceroy, Fontenay-de-Bossery, La Motte-Tilly, Traînel, Fontaine-Fourches és Villiers-sur-Seine községekkel határos.

## Népesség
A település népessége az elmúlt években az alábbi módon változott:
| Lakosok száma | 227  | 202  | 210  | 224  | 249  | 256  | 233  | 220  | 219  | 220  |
|               | 1968 | 1982 | 1990 | 2006 | 2013 | 2015 | 2017 | 2019 | 2020 | 2022 |